# 一行院 (文京区)
一行院（いちぎょういん）は、東京都文京区にある浄土宗の寺院。

## 歴史
1626年（寛永3年）、本誉春貞によって開山された。秋元三太夫の屋敷内に創建されたのが起源である。
1817年（文化14年）、浄土宗の名僧徳本行者によって堂宇を改築して中興した。そして徳本行者の江戸滞在中の拠点とした。

## 寺宝等
- 阿弥陀如来像（本尊）
- 徳本行者坐像

## 墓所
- 徳本行者（中興）

## 交通アクセス
- 千石駅A2出口より徒歩5分（経路案内）。